# Davy Arnaud
Davy Arnaud (Nederland, Texas, Estados Unidos, 22 de junio de 1980) es un exfutbolista y entrenador estadounidense. Es entrenador asistente en el Austin FC de la Major League Soccer desde la temporada 2021.
Como futbolistas, jugó de posición de centrocampista y su último club fue el D.C. United de la Major League Soccer en 2015. Fue internacional absoluto por la selección de Estados Unidos, con la que disputó 7 encuentros y anotó un gol.

## Selección nacional

### Participaciones en la Copa de Oro de la Concacaf
| Copa                            | Sede           | Resultado  |
| ------------------------------- | -------------- | ---------- |
| Copa de Oro de la Concacaf 2009 | Estados Unidos | Subcampeón |

## Clubes

### Como jugador
| Club                 | País           | Año       |
| -------------------- | -------------- | --------- |
| Sporting Kansas City | Estados Unidos | 2002-2011 |
| Montreal Impact      | Canadá         | 2012-2013 |
| D.C. United          | Estados Unidos | 2014-2015 |

### Como entrenador
| Club                       | País           | Año           |
| -------------------------- | -------------- | ------------- |
| D.C. United (Asistente)    | Estados Unidos | 2016          |
| Houston Dynamo (Asistente) | Estados Unidos | 2017-2019     |
| Houston Dynamo (Interino)  | Estados Unidos | 2019          |
| Austin FC (Asistente)      | Estados Unidos | 2021-presente |

## Estadísticas

### Como entrenador
| Club           | País           | Año  | P | PG | PE | PP | % g.   |
| -------------- | -------------- | ---- | - | -- | -- | -- | ------ |
| Houston Dynamo | Estados Unidos | 2019 | 9 | 3  | 1  | 5  | 37.04% |

## Palmarés

### Campeonatos nacionales
| Título                          | Club                | País           | Año  |
| ------------------------------- | ------------------- | -------------- | ---- |
| Lamar Hunt U.S. Open Cup        | Kansas City Wizards | Estados Unidos | 2004 |
| Campeonato Canadiense de Fútbol | Montreal Impact     | Canadá         | 2013 |